# Relaciones Costa Rica-Tayikistán
Las relaciones Costa Rica-Tayikistán se refieren a las relaciones internacionales que existen entre Costa Rica y Tayikistán.

## Historia
Por medio de sus misiones en las Naciones Unidas, Costa Rica y Tayikistán establecieron relaciones diplomáticas en 2001.